# Lijst van zijrivieren van de Riu d'Arinsal

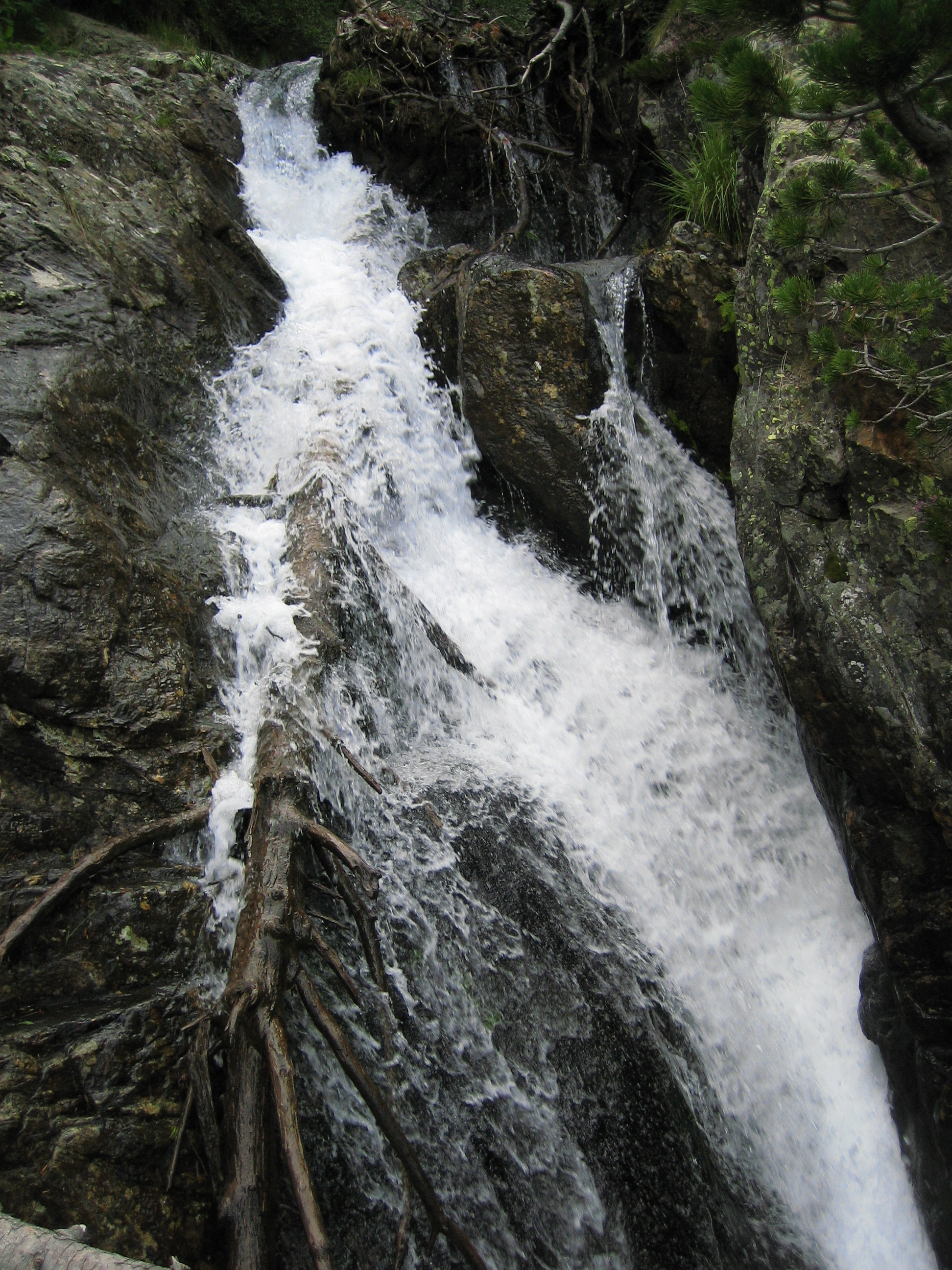
De Riu de Comapedrosa, die samenvloeit met de Riu del Pla de l'Estany en vanaf dat punt Riu Pollós wordt genoemd

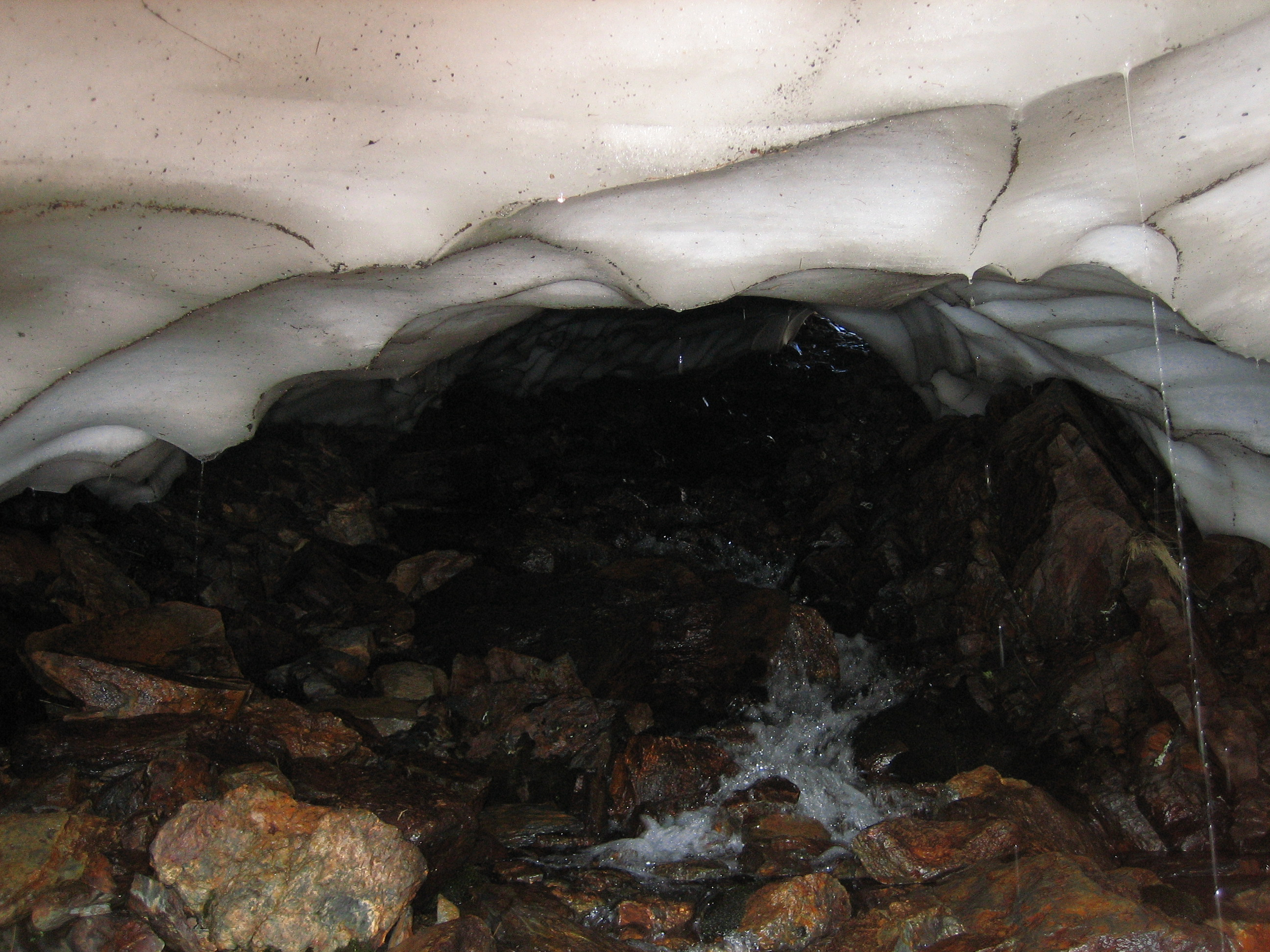
De Riu de l'Estany Negre, bovenloop van de Riu de Comapedrosa, tussen het Estany Negre en de Basses de l'Estany Negre onder een smeltende sneeuwkap

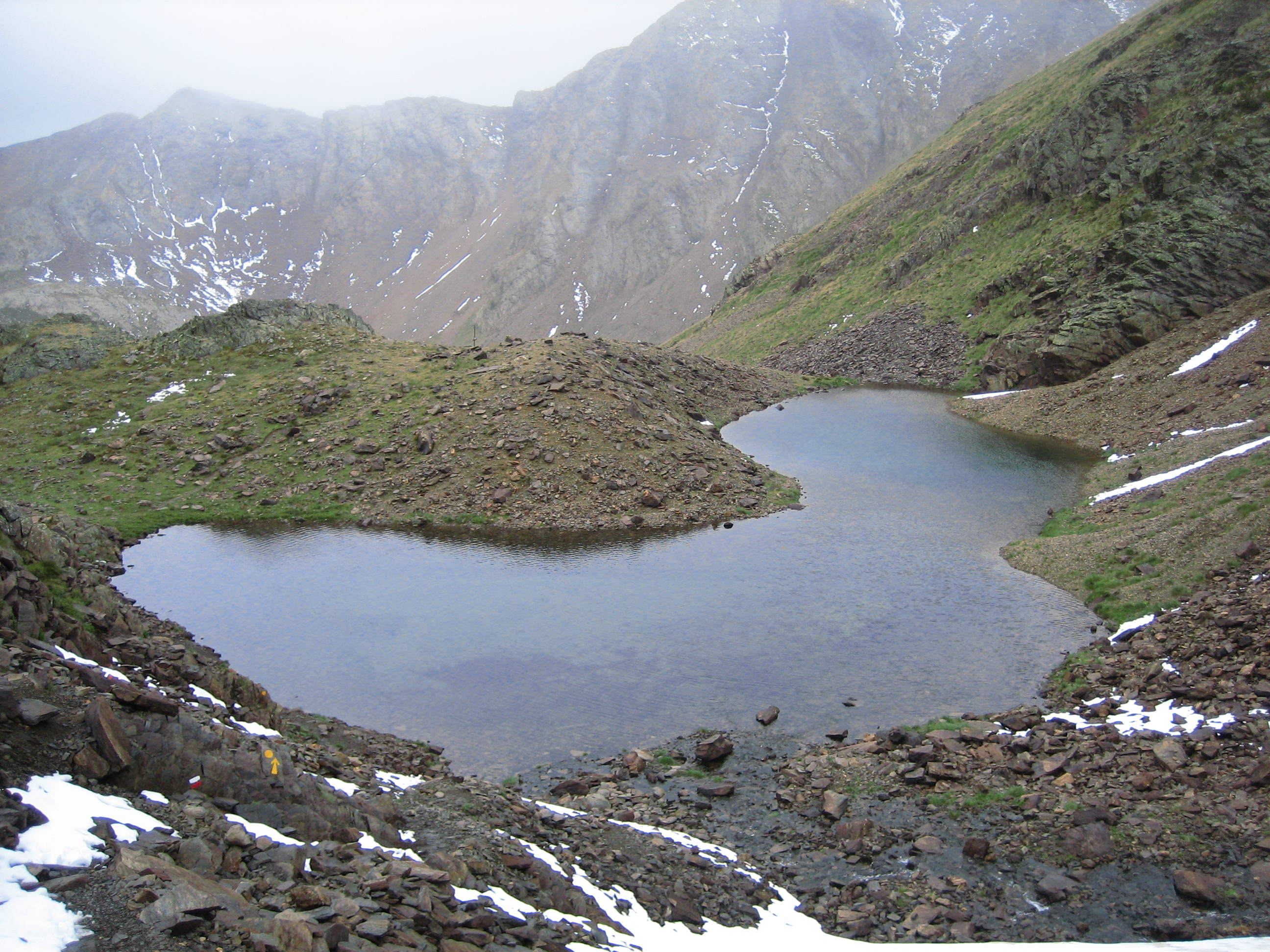
De Basses de l'Estany Negre liggen iets verder stroomafwaarts

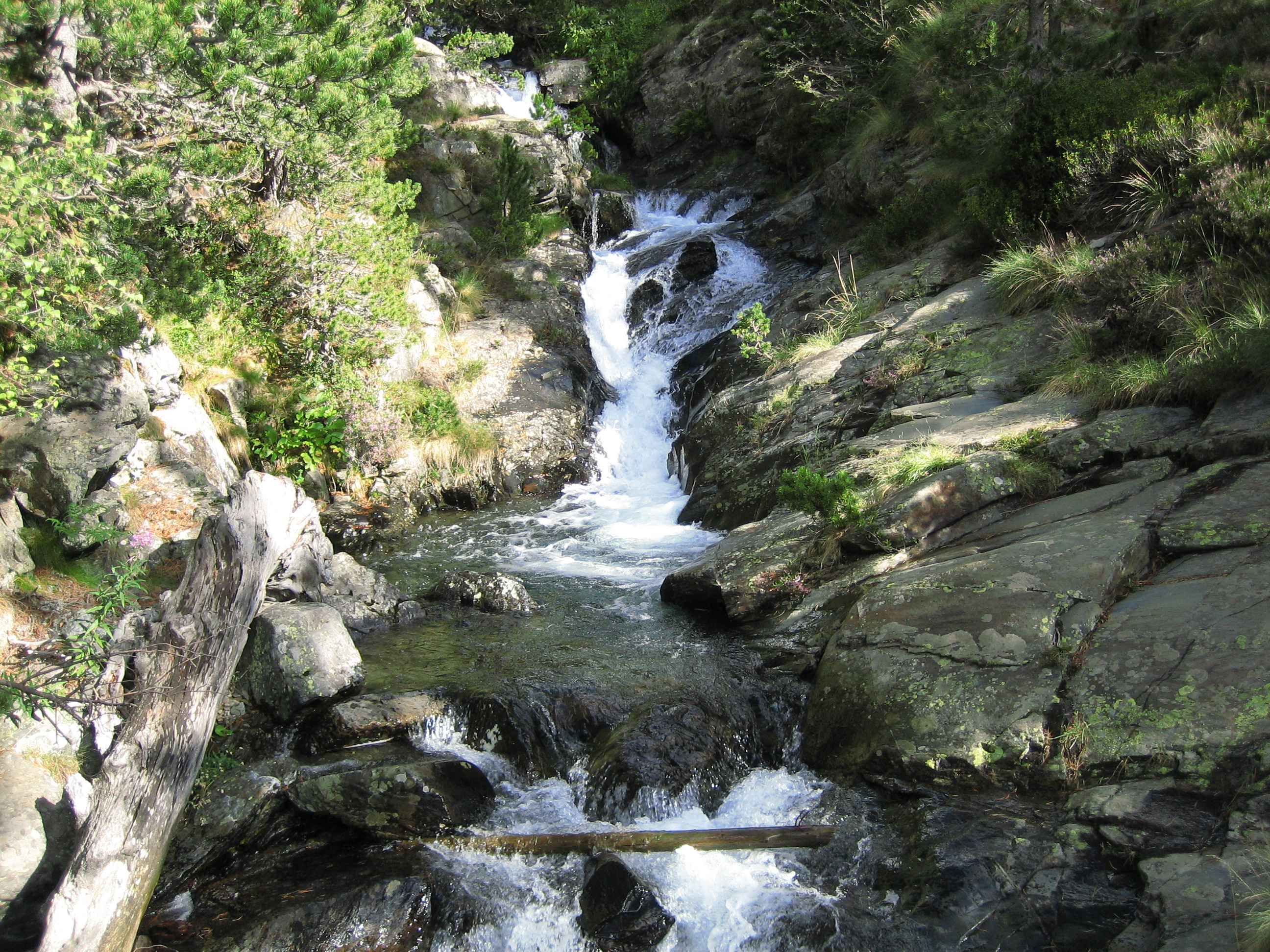
Riu del Pla de l'Estany

Hieronder staat een lijst van zijrivieren van de Riu d'Arinsal, een rivier in de Andorrese parochie La Massana. In La Massana-stad mondt de Riu d'Arinsal uit in de Valira del Nord.

## Lijst
Met de stroming mee monden in de Valira del Nord de volgende rivieren uit. Voor een beter zicht op het ontstaan van de rivier zijn de zijrivieren van de Riu de Comallemple en de Riu Pollós, die bij hun samenvloeiing de Riu d'Arinsal vormen, ook vermeld.
- Riu de Comallemple
  - Canal del Port Vell (links)
  - Canal del Port (rechts)
- Riu Pollós (gevormd door samenvloeiing Riu de Comapedrosa en Riu del Pla de l'Estany)
  - Riu de Comapedrosa
    - Riu de l'Estany Negre (bovenloop van de Riu de Comapedrosa; gevoed door het Estany Negre en de Basses de l'Estany Negre)
    - Canals de l'Alt (l.)

  - Riu del Pla de l'Estany
    - Riu del Bancal Vedeller (bovenloop van de Riu del Pla de l'Estany; gevoed door de Estanys Forcats)
      - Riu del Port Dret (l.) (gevoed door het Estany del Port Dret)
      - Riu de Montmantell (l.) (gevoed door de Estanys del Montmantell)

    - Canal de l'Alt (r.)
    - Canal del Terrer Roig (r.)
    - Canals Males (r.)

  - Canal Gran (r.)
  - Torrent Ribal (l.)
  - Torrent del Ruïder (l.)
- Riu del Cubil (r.)
  - Riu de Galliner (r.)
    - Canal del Coll de Turer (bovenloop van de Riu de Galliner)
- Canal Gran Callisa de Palomer (r.)
  - Canal de Palomer (l.)
- Riu de Pal (r.) (stroomt door Pal, Xixerella en Erts)
  - Canal dels Llomassos (l.)
    - Canal de les Boïgues (l.)

  - Riu del Sola (r.)
  - Canal de la Font del Llop (l.)
  - Riu del Prat del Bosc (r.)
    - Riu del Cardemeller (l.)

  - Barranc del Carcabanyat (r.)
  - Canal dels Agrels (r.)
  - Barranc de la Font Antiga (l.)
  - Canal de l'Obaga de l'Óssa (r.)
  - Canal de la Pixistella (r.)
- Canal dels Picons (l.) (stroomt door Erts)
- Canal del Jou (l.)
- Barranc del Llempo (r.)
- Riu de Serrana (l.)
  - Torrent de la Cauba (bovenloop van de Riu de Serrana)
- Riu de les Claperes (r.) (stroomt door Escàs)
  - Gran Canal de les Claperes (bovenloop van de Riu de les Claperes)
    - Canal Gran (bovenloop van het Gran Canal de les Claperes)
    - Canal de l'Avet (r.)
    - Canal del Lloset (l.)
    - Canal del Corb (r.)
    - Canal Pregona (l.)